# Eliška Konopiská
Eliška Konopiská (nascida em 5 de janeiro de 1948) é uma gravurista, artista gráfica, tipógrafa e ilustradora checa.
Nascida em Praga, Konopiská formou-se na Academia de Artes, Arquitectura e Design dessa mesma cidade, onde estudou com František Muzika. Actuante numa variedade de géneros, ela projectou e ilustrou muitos livros e também trabalhou como tipógrafa para uma variedade de editoras. O seu trabalho foi exibido na República Checa e no estrangeiro, e ganhou diversos prémios durante a sua carreira. A sua gravura de 1983 Hra (Play) é propriedade da Galeria Nacional de Arte de Washington.